# Popis vrsta roda Verbascum
Popis vrsta roda Verbascum
1. Verbascum abieticola Bornm.
2. Verbascum abyadicum Hemaid
3. Verbascum acaule (Bory & Chaub.) Kuntze
4. Verbascum adamovicii Velen.
5. Verbascum adeliae Heldr.
6. Verbascum adenanthum Bornm.
7. Verbascum adenocarpum Hub.-Mor.
8. Verbascum adenocaulon Boiss. & Balansa
9. Verbascum adenophorum Boiss. & Balansa
10. Verbascum adrianopolitanum Podp.
11. Verbascum adzharicum P.P.Gritz.
12. Verbascum afyonense Hub.-Mor.
13. Verbascum agastachyum Hub.-Mor.
14. Verbascum agrimoniifolium (K.Koch) Hub.-Mor.
15. Verbascum akarkoeyense Cecen
16. Verbascum akdarense (Murb.) Hub.-Mor.
17. Verbascum albidiflorum Ranjbar & Nouri
18. Verbascum alceoides Boiss. & Hausskn.
19. Verbascum alepense Benth.
20. Verbascum aliciae Post
21. Verbascum ali-nihati A.Duran
22. Verbascum alpigenum K.Koch
23. Verbascum alpinum Turra
24. Verbascum alyssifolium Boiss.
25. Verbascum amanum Boiss.
26. Verbascum anastasii Nábelek
27. Verbascum ancyritanum Bornm.
28. Verbascum andrusii Post
29. Verbascum anisophyllum Murb.
30. Verbascum antari Post
31. Verbascum antilibanoticum Hub.-Mor.
32. Verbascum antinori Boiss. & Heldr.
33. Verbascum antiochium Boiss. & Heldr.
34. Verbascum antitauricum Hub.-Mor.
35. Verbascum aphentulium Heldr.
36. Verbascum apiculatum Hub.-Mor.
37. Verbascum aqranse Al-Bermani & Al-Musawi
38. Verbascum arbelense Bornm.
39. Verbascum arbusculum (A.Rich.) Hub.-Mor.
40. Verbascum arcturus L.
41. Verbascum argenteum Ten.
42. Verbascum armenum Boiss. & Kotschy
43. Verbascum artvinense E.Wulff
44. Verbascum aschersonii Boiss. & Sint. ex Murb.
45. Verbascum asiricum Hemaid
46. Verbascum asperuloides Hub.-Mor.
47. Verbascum assurense Bornm. & Hand.-Mazz.
48. Verbascum atlanticum Batt.
49. Verbascum atroviolaceum (Sommier & Levier) Murb.
50. Verbascum aucheri (Boiss.) Hub.-Mor.
51. Verbascum auriculatum Sm.
52. Verbascum austroiranicum Hub.-Mor.
53. Verbascum aydogdui Karavel., Vural, B.Sahin & Aslan
54. Verbascum azerbaijanense Sharifnia & Assadi
55. Verbascum baldaccii Degen
56. Verbascum ballii (Batt.) Hub.-Mor.
57. Verbascum ballsianum Murb.
58. Verbascum banaticum Schrad.
59. Verbascum barbeyi Post
60. Verbascum barnadesii Vahl
61. Verbascum basivelatum Hub.-Mor.
62. Verbascum battandieri (Murb.) Hub.-Mor.
63. Verbascum bellum Hub.-Mor.
64. Verbascum benthamianum Hepper
65. Verbascum berytheum Boiss.
66. Verbascum betonicifolium (Desf.) Desf.
67. Verbascum biledschikianum Bornm.
68. Verbascum birandianum Hub.-Mor.
69. Verbascum birjandense Sotoodeh
70. Verbascum biscutellifolium Benth.
71. Verbascum bithynicum Boiss.
72. Verbascum blancheanum Boiss.
73. Verbascum blattaria L.
74. Verbascum boerhavii L.
75. Verbascum boevae Stef.-Gat.
76. Verbascum boissieri (Heldr. & Sart. ex Boiss.) Kuntze
77. Verbascum bombyciferum Boiss.
78. Verbascum bornmuellerianum Hub.-Mor.
79. Verbascum botuliforme Murb.
80. Verbascum bourgeanum Hub.-Mor.
81. Verbascum bracteosum Freyn & Sint.
82. Verbascum bugulifolium Lam.
83. Verbascum caesareum Boiss.
84. Verbascum calvum Boiss. & Kotschy
85. Verbascum calycinum Ball
86. Verbascum calycosum Hausskn. ex Murb.
87. Verbascum campestre Boiss. & Heldr.
88. Verbascum capitis-viridis Hub.-Mor.
89. Verbascum cappadocicum Bornm.
90. Verbascum carduchorum Bornm.
91. Verbascum cariense Hub.-Mor.
92. Verbascum carmanicum (Bornm.) Hub.-Mor.
93. Verbascum caudatum Freyn & Bornm.
94. Verbascum cedreti Boiss.
95. Verbascum cerinum Boiss. & Heldr.
96. Verbascum chaixii Vill.
97. Verbascum charidemi Murb.
98. Verbascum charputense Murb.
99. Verbascum chaudharyanum Hemaid
100. Verbascum chazaliei Boiss.
101. Verbascum cheiranthifollum Boiss.
102. Verbascum chionophyllum Hub.-Mor.
103. Verbascum chiovendae Hub.-Mor.
104. Verbascum chlorostegium Bornm. & Murb.
105. Verbascum chrysochaete Stapf
106. Verbascum chrysorrhacos Boiss.
107. Verbascum cicekdagensis Karavel. & Vural
108. Verbascum cilicicum Boiss.
109. Verbascum cilicium (Boiss. & Heldr.) Kuntze
110. Verbascum conocarpum Moris
111. Verbascum corinthiacum Kit Tan, Zarkos, V.Christodoulou & Vold
112. Verbascum coromandelianum (Vahl) Hub.-Mor.
113. Verbascum coronopifolium (Boiss. & Balansa) Kuntze
114. Verbascum creticum (L.) Cav.
115. Verbascum cucullatibracteum Hub.-Mor.
116. Verbascum cylindrocarpum Griseb.
117. Verbascum cylleneum (Boiss. & Heldr.) Kuntze
118. Verbascum cymigerum Hub.-Mor.
119. Verbascum cystolithicum (Pett.) Hub.-Mor.
120. Verbascum daenzeri (Fauché & Chaub.) Kuntze
121. Verbascum dalamanicum Hub.-Mor.
122. Verbascum damascenum Boiss.
123. Verbascum davidoffii Murb.
124. Verbascum davisianum Hub.-Mor.
125. Verbascum decaisneanum Kuntze
126. Verbascum decorum Velen.
127. Verbascum decursivum Hub.-Mor.
128. Verbascum delphicum Boiss. & Heldr.
129. Verbascum demirizianum Hub.-Mor.
130. Verbascum densiflorum Bertol.
131. Verbascum dentifolium Delile
132. Verbascum detersile Boiss. & Heldr.
133. Verbascum dieckianum Borbás & Degen
134. Verbascum dimoniei Velen.
135. Verbascum dingleri Mattf. & Stef.
136. Verbascum discolor Murb.
137. Verbascum disjectum (Murb.) Hub.-Mor.
138. Verbascum diversifolium Hochst.
139. Verbascum drymophilum Hub.-Mor.
140. Verbascum drymophyloides P.P.Gritz.
141. Verbascum dumulosum Davis & Hub.-Mor.
142. Verbascum durmitoreum Rohlena
143. Verbascum duzgunbabadagensis Karavel. & E.Yüce
144. Verbascum ebubekirceylanii Karavel.
145. Verbascum ekicii H.Duman & Uzunh.
146. Verbascum elegantulum Hub.-Mor.
147. Verbascum eleonorae Hub.-Mor.
148. Verbascum epixanthinum Boiss. & Heldr.
149. Verbascum eremobium Murb.
150. Verbascum ergin-hamzaoglui Karavel.
151. Verbascum erianthum Benth.
152. Verbascum eriocarpum (Freyn & Sint.) Bornm.
153. Verbascum eriophorum Godr.
154. Verbascum eriorrhabdon Boiss.
155. Verbascum erivanicum E.Wulff
156. Verbascum erosum Cav.
157. Verbascum eskisehirensis Karavel., Ocak & Ekici
158. Verbascum euboicum Murb. & Rech.f.
159. Verbascum exuberans Hub.-Mor.
160. Verbascum faik-karaveliogullarii Çingay & Cabi
161. Verbascum farsistanicum (Murb.) Hub.-Mor.
162. Verbascum faurei (Murb.) Hub.-Mor.
163. Verbascum flavidum (Boiss.) Freyn & Bornm.
164. Verbascum flavipannosum Hub.-Mor.
165. Verbascum foetidum Boiss. & Heldr.
166. Verbascum fontqueri Benedí & J.M.Monts.
167. Verbascum formosum Fisch.
168. Verbascum freynii (Sint.) Murb.
169. Verbascum froedinii Murb.
170. Verbascum fruticulosum Post
171. Verbascum gabrieliae (Bornm.) Hub.-Mor.
172. Verbascum gaetulum (Maire) Murb.
173. Verbascum gaillardotii Boiss.
174. Verbascum galilaeum Boiss.
175. Verbascum geminiflorum Hochst.
176. Verbascum georgicum Benth.
177. Verbascum germaniciae Hausskn.
178. Verbascum giganteum Willk.
179. Verbascum gilanicum Mozaff.
180. Verbascum gimgimense Firat
181. Verbascum glabratum Friv.
182. Verbascum glanduliferum (Post) Hub.-Mor.
183. Verbascum globiferum Hub.-Mor.
184. Verbascum globiflorum Boiss. & de Noé
185. Verbascum gloeotrichum Hausskn. & Heldr.
186. Verbascum glomeratum Boiss.
187. Verbascum glomerulosum Hub.-Mor.
188. Verbascum gnaphalodes M.Bieb.
189. Verbascum golawanense Firat
190. Verbascum gossypinum M.Bieb.
191. Verbascum gracilescens Hub.-Mor.
192. Verbascum graecum Heldr. & Sart. ex Boiss.
193. Verbascum guicciardii Heldr.
194. Verbascum gypsicola Vural & Aydogdu
195. Verbascum hadschinense Freyn & Sint.
196. Verbascum haesarense Freyn & Bornm.
197. Verbascum hajastanicum Bordz.
198. Verbascum halacsyanum Sint. & Bornm. ex Halácsy
199. Verbascum haraldi-adnani Parolly & Eren
200. Verbascum hasbenlii Aytaç & H.Duman
201. Verbascum haussknechtianum Hub.-Mor.
202. Verbascum haussknechtii Heldr. ex Hausskn.
203. Verbascum helianthemoides Hub.-Mor.
204. Verbascum hema-figranum Hemaid
205. Verbascum hervieri Degen
206. Verbascum herzogii Bornm.
207. Verbascum heterobarbatum Hub.-Mor.
208. Verbascum heterodontum Hub.-Mor.
209. Verbascum hookerianum Ball
210. Verbascum humile Janka
211. Verbascum hypoleucum Boiss. & Heldr.
212. Verbascum ibrahim-belenlii Karavel.
213. Verbascum iconium Hub.-Mor.
214. Verbascum ifranensis Khamar, Civeyrel, Pelissier, Badr, El Oualidi & Touhami-Ouazz.
215. Verbascum ikaricum Murb.
216. Verbascum inaequale Freyn & Sint.
217. Verbascum infidelium Boiss. & Hausskn.
218. Verbascum insulare Boiss. & Heldr.
219. Verbascum interruptum (Fresen.) Kuntze
220. Verbascum intricatum (Benth.) Kuntze
221. Verbascum inulifolium Hub.-Mor.
222. Verbascum isauricum Boiss. & Heldr.
223. Verbascum jankaeanum Pančić
224. Verbascum jordanicum Murb.
225. Verbascum jordanovii Stef.-Gat.
226. Verbascum josgadense Murb.
227. Verbascum juruk Stef.
228. Verbascum kastamunicum Murb.
229. Verbascum kochiiforme Boiss. & Hausskn.
230. Verbascum korovinii P.P.Gritz.
231. Verbascum kotschyi Boiss. & Hohen.
232. Verbascum krauseanum Murb.
233. Verbascum kurdicum Hub.-Mor.
234. Verbascum kurdistanicum Firat
235. Verbascum lachnopus Hub.-Mor.
236. Verbascum laetum Boiss. & Hausskn.
237. Verbascum lagurus Fisch. & C.A.Mey.
238. Verbascum lasianthum Boiss. ex Benth.
239. Verbascum latisepalum Hub.-Mor.
240. Verbascum leianthoides Murb.
241. Verbascum leianthum Benth.
242. Verbascum leiocarpum Murb.
243. Verbascum leiocladum Murb.
244. Verbascum leptocladum Boiss. & Heldr.
245. Verbascum leptostachyon DC.
246. Verbascum letourneuxii Asch. & Schweinf.
247. Verbascum leuconeurum Boiss. & Heldr.
248. Verbascum leucophyllum Griseb.
249. Verbascum levanticum I.K.Ferguson
250. Verbascum libanoticum Murb. & J.Thiébaut
251. Verbascum limnense Fraas
252. Verbascum lindae Parolly & Kit Tan
253. Verbascum linearilobum (Boiss.) Hub.-Mor.
254. Verbascum linguifolium Hub.-Mor.
255. Verbascum litigiosum Samp.
256. Verbascum lobatum Hub.-Mor.
257. Verbascum longibracteatum Deflers
258. Verbascum longifolium Ten.
259. Verbascum longipedicellatum Hub.-Mor.
260. Verbascum longirostre (Murb.) Hub.-Mor.
261. Verbascum luciliae (Boiss.) Kuntze
262. Verbascum luntii Baker
263. Verbascum luridiflorum Hub.-Mor.
264. Verbascum lychnitis L.
265. Verbascum lydium Boiss.
266. Verbascum lyprocarpum (Murb.) Hub.-Mor.
267. Verbascum lyratifolium Köchel
268. Verbascum lysiosepalum Hub.-Mor.
269. Verbascum macedonicum Kosanin & Murb.
270. Verbascum macrocarpum Boiss.
271. Verbascum macrosepalum Boiss. & Kotschy ex Murb.
272. Verbascum macrurum Ten.
273. Verbascum maeandri Bornm.
274. Verbascum mairei (Murb.) Hub.-Mor.
275. Verbascum mallophorum Boiss. & Heldr.
276. Verbascum maroccanum (Ball) Hub.-Mor.
277. Verbascum masguindalii (Pau) Benedí & J.M.Monts.
278. Verbascum matevskii Teof.
279. Verbascum maurum Maire & Murb.
280. Verbascum mecit-vuralii Karavel.
281. Verbascum medinecum Hemaid
282. Verbascum megricum (Tzvelev) Hub.-Mor.
283. Verbascum meinckeanum Murb.
284. Verbascum melhanense (Murb.) Hub.-Mor.
285. Verbascum melitenense Hub.-Mor.
286. Verbascum microsepalum Hub.-Mor.
287. Verbascum misirdalianum Karavel., Çeçen & Ünal
288. Verbascum mucronatum Lam.
289. Verbascum mughlaeum H.Duman, Uzunh. & Kit Tan
290. Verbascum murbeckianum Hub.-Mor.
291. Verbascum mykales Bornm.
292. Verbascum myrianthum Boiss.
293. Verbascum myriocarpum Boiss. & Heldr.
294. Verbascum napifolium Boiss.
295. Verbascum natolicum (Fisch. & C.A.Mey.) Hub.-Mor.
296. Verbascum nevadense Boiss.
297. Verbascum nicolai Rohlena
298. Verbascum nigrum L.
299. Verbascum nihatgoekyigitii Karavel. & Çingay
300. Verbascum niveum Ten.
301. Verbascum nobile Velen.
302. Verbascum nudatum Murb.
303. Verbascum nudicaule (Wydler) Takht.
304. Verbascum nudiusculum Hub.-Mor.
305. Verbascum obtusifolium Hub.-Mor.
306. Verbascum olympicum Boiss.
307. Verbascum omanense Hub.-Mor.
308. Verbascum oocarpum Murb.
309. Verbascum orbicularifolium Hub.-Mor.
310. Verbascum oreodoxum Hub.-Mor.
311. Verbascum oreophilum K.Koch
312. Verbascum orgyale Boiss. & Heldr.
313. Verbascum orientale (L.) All.
314. Verbascum orphanideum Murb.
315. Verbascum ovalifolium Donn.Sm. ex Sims
316. Verbascum ozturkii Karavel., Uzunh. & S.Çelik
317. Verbascum pallidiflorum Hub.-Mor.
318. Verbascum palmyrense Post
319. Verbascum pangaeum Murb. & Rech.f.
320. Verbascum paniculatum E.Wulff
321. Verbascum parsana Sotoodeh, Attar & Civeyrel
322. Verbascum parviflorum Lam.
323. Verbascum pedunculosum Kuntze
324. Verbascum pellitum Hub.-Mor.
325. Verbascum pentelicum Murb.
326. Verbascum peraffine (Rech.f.) Zograf. & Strid
327. Verbascum pestalozzae Boiss.
328. Verbascum petiolare Boiss. & Kotschy
329. Verbascum petrae P.H.Davis & Hub.-Mor.
330. Verbascum phlomoides L.
331. Verbascum phoeniceum L.
332. Verbascum phrygium Bornm.
333. Verbascum phyllostachyum Boiss. & Hausskn.
334. Verbascum pinardii Boiss.
335. Verbascum pinetorum (Boiss.) Kuntze
336. Verbascum pinnatifidum Vahl
337. Verbascum pinnatisectum (Batt.) Benedí
338. Verbascum piscicidum Candargy
339. Verbascum ponticum (Boiss.) Kuntze
340. Verbascum porteri Post
341. Verbascum postianum Murb.
342. Verbascum protractum Fenzl ex Tchich.
343. Verbascum prunellii Rodr.Gracia & Valdés Berm.
344. Verbascum prusianum Boiss.
345. Verbascum pseudocreticum Benedí & J.M.Monts.
346. Verbascum pseudodigitalis Nábelek
347. Verbascum pseudoholotrichum Hub.-Mor.
348. Verbascum pseudonobile Stoj. & Stef.
349. Verbascum pseudovarians Hub.-Mor.
350. Verbascum pterocalycinum Hub.-Mor.
351. Verbascum pterocladum Hub.-Mor.
352. Verbascum ptychophyllum Boiss.
353. Verbascum pubescens (Skan) Hub.-Mor.
354. Verbascum pulverulentum Vill.
355. Verbascum pumiliforme Hub.-Mor.
356. Verbascum pumilum Boiss. & Heldr.
357. Verbascum punalense Boiss. & Buhse
358. Verbascum purpureum (Janka) Hub.-Mor.
359. Verbascum pycnostachyum Boiss. & Heldr.
360. Verbascum pyramidatum M.Bieb.
361. Verbascum pyroliforme (Boiss. & Heldr.) Kuntze
362. Verbascum qulebicum Post
363. Verbascum racemiferum Boiss. & Hausskn.
364. Verbascum reeseanum Hub.-Mor.
365. Verbascum reiseri Halácsy
366. Verbascum renzii Hub.-Mor.
367. Verbascum roripifolium (Halácsy) I.K.Ferguson
368. Verbascum rotundifolium Ten.
369. Verbascum rubricaule Boiss. & Heldr.
370. Verbascum rupestre (Davidov) I.K.Ferguson
371. Verbascum rupicola (Hayek & Siehe) Hub.-Mor.
372. Verbascum saccatum K.Koch
373. Verbascum salgirensis Soldano
374. Verbascum salicifolium Zograf., Ioannidis, Liveri & Dimop.
375. Verbascum salviifolium Boiss.
376. Verbascum samniticum Ten.
377. Verbascum scabridum (Skan) Hub.-Mor.
378. Verbascum scamandri Murb.
379. Verbascum scaposum Boiss.
380. Verbascum schachdagense P.P.Gritz.
381. Verbascum schimperianum Boiss.
382. Verbascum scoparium Mozaff.
383. Verbascum sedgwickianum (Schimp.) Hub.-Mor.
384. Verbascum serpenticola (Hub.-Mor.) Hub.-Mor.
385. Verbascum serratifolium (Hub.-Mor.) Hub.-Mor.
386. Verbascum sessiliflorum Murb.
387. Verbascum seydisehirense Tugay & Ulukug
388. Verbascum shahsavarensis Sotoodeh, Attar & Civeyrel
389. Verbascum sheilae Hemaid
390. Verbascum shiqricum Hemaid
391. Verbascum siculum Tod. ex Lojac.
392. Verbascum simavicum Hub.-Mor.
393. Verbascum simplex Hoffmanns. & Link
394. Verbascum sinaiticum Benth.
395. Verbascum sinuatum L.
396. Verbascum smyrnaeum Boiss.
397. Verbascum songaricum Schrenk ex Fisch. & C.A.Mey.
398. Verbascum sorgerae (Hub.-Mor.) Hub.-Mor.
399. Verbascum spathulisepalum Greuter & Rech.f.
400. Verbascum speciosum Schrad.
401. Verbascum sphenandroides K.Koch
402. Verbascum spinosum L.
403. Verbascum splendidum Boiss.
404. Verbascum spodiotrichum (Hub.-Mor.) Hub.-Mor.
405. Verbascum stachydifolium Boiss. & Heldr.
406. Verbascum stachydiforme Boiss. & Buhse
407. Verbascum stelurum Murb.
408. Verbascum stenocarpum Boiss. & Heldr.
409. Verbascum stenostachyum Hub.-Mor.
410. Verbascum stepporum Hub.-Mor.
411. Verbascum straussii (Bornm.) Hub.-Mor.
412. Verbascum strictum E.D.Clarke
413. Verbascum sublobatum Murb.
414. Verbascum subnivale Boiss. & Hausskn.
415. Verbascum subserratum Hub.-Mor.
416. Verbascum sudanicum (Murb.) Hepper
417. Verbascum suworowianum (K.Koch) Kuntze
418. Verbascum symes Murb- & Rech.f.
419. Verbascum syriacum Schrad.
420. Verbascum szovitsianum Boiss.
421. Verbascum tabukum Hemaid
422. Verbascum tauri Boiss. & Kotschy
423. Verbascum tenue Murb.
424. Verbascum tenuicaule (Murb.) Hub.-Mor.
425. Verbascum tetrandrum Barratte & Murb.
426. Verbascum thapsus L.
427. Verbascum tiberiadis Boiss.
428. Verbascum tibesticum (Quézel) Hub.-Mor.
429. Verbascum tossiense Freyn & Sint.
430. Verbascum transcaucasicum E.Wulff
431. Verbascum transjordanicum Murb.
432. Verbascum transolympicum Hub.-Mor.
433. Verbascum trapifolium (Stapf) Hub.-Mor.
434. Verbascum trichostylum Hub.-Mor.
435. Verbascum tripolitanum Boiss.
436. Verbascum tropidocarpum Murb.
437. Verbascum tuna-ekimii Karavel., A.Duran & Hamzaoglu
438. Verbascum turcicum Bani, Adigüzel & Karavel.
439. Verbascum turcomanicum Murb.
440. Verbascum turkestanicum Franch.
441. Verbascum tzar-borisii (Davidov ex Stoj.) Stef.-Gat.
442. Verbascum undulatum Lam.
443. Verbascum urceolatum Hub.-Mor.
444. Verbascum urobracteum Hub.-Mor.
445. Verbascum urumiense Sotoodeh
446. Verbascum urumoffii Stoj. & Acht.
447. Verbascum uschakense (Murb.) Hub.-Mor.
448. Verbascum vacillans Murb.
449. Verbascum vandasii (Rohlena) Rohlena
450. Verbascum vanense Hub.-Mor.
451. Verbascum varians Freyn & Sint.
452. Verbascum virgatum Stokes
453. Verbascum vulcanicum Boiss. & Heldr.
454. Verbascum wiedemannianum Fisch. & C.A.Mey.
455. Verbascum wilhelmsianum K.Koch
456. Verbascum wraberi Micevski & Matevski
457. Verbascum xanthophoeniceum Griseb.
458. Verbascum yemense Deflers
459. Verbascum yurtkuranianum Kaynak, Daskin & Yilmaz
460. Verbascum zaianense (Murb.) Hub.-Mor.
461. Verbascum zerdust Firat
462. Verbascum × abandense Hub.-Mor.
463. Verbascum × amaliense Rech.f.
464. Verbascum × ambiguum Lej.
465. Verbascum × ambracicum Halácsy
466. Verbascum × arabkirense Hub.-Mor.
467. Verbascum × araratense Hub.-Mor.
468. Verbascum × arctotrichum Murb.
469. Verbascum × arenicola Hub.-Mor.
470. Verbascum × arpaczajicum Bordz.
471. Verbascum × atchleyianum Rech.f.
472. Verbascum × auritum Franch.
473. Verbascum × austroanatolicum Hub.-Mor.
474. Verbascum × badense Beck
475. Verbascum × balikesirense Hub.-Mor.
476. Verbascum × barrandonii Rouy
477. Verbascum × bastardii Roem. & Schult.
478. Verbascum × baumgartnerianum Rech.f.
479. Verbascum × beckeanum Beck
480. Verbascum × beckii P.Fourn.
481. Verbascum × binbogense Hub.-Mor.
482. Verbascum × bischoffii G.Koch
483. Verbascum × bitlisianum Hub.-Mor.
484. Verbascum × borbasianum Soó
485. Verbascum × borisii-regis Murb.
486. Verbascum × brockmuelleri Ruhmer
487. Verbascum × bulanikense Hub.-Mor.
488. Verbascum × burdurense Hub.-Mor.
489. Verbascum × calcicola Hub.-Mor.
490. Verbascum × calyculatum Chaub.
491. Verbascum × camberiense Rouy
492. Verbascum × candelabrum Kar. & Kir.
493. Verbascum × carinthiacum Fritsch
494. Verbascum × cephalariense Hub.-Mor. & Rech.f.
495. Verbascum × cernyi Rohlena
496. Verbascum × chium Rech.f.
497. Verbascum × chrysopolitanum Rech.f.
498. Verbascum × claudiopolitanum Simonk.
499. Verbascum × clinantherum Bordz.
500. Verbascum × coenobitanum Hausskn. & Heldr.
501. Verbascum × comosum Simonk.
502. Verbascum × congestum Huter
503. Verbascum × conrathii Hayek ex Murb.
504. Verbascum × corbierei Touss. & Hoschede
505. Verbascum × coum Rech.f.
506. Verbascum × crenatum Borbás ex Nyman
507. Verbascum × crenulatum Hub.-Mor.
508. Verbascum × danubiale Simonk.
509. Verbascum × debeauxii Gaut.
510. Verbascum × decalvans Borbás
511. Verbascum × degenianum Soó
512. Verbascum × denudatum Pfund
513. Verbascum × derekolense Rech.f.
514. Verbascum × dervichorum Hausskn. & Heldr.
515. Verbascum × digitalifolium Boiss. & Hausskn.
516. Verbascum × dimorphum Franch.
517. Verbascum × diphyon Franch.
518. Verbascum × dirmilense Hub.-Mor.
519. Verbascum × dirupatae Huter
520. Verbascum × divaricatum Kitt.
521. Verbascum × dobrogense Prodan
522. Verbascum × doiranense Bornm.
523. Verbascum × dominii Rohlena
524. Verbascum × dramense Rech.f.
525. Verbascum × duernsteinense Teyber
526. Verbascum × dupnicense Murb.
527. Verbascum × edessanum Hub.-Mor. & Rech.f.
528. Verbascum × edremiticum Sutorý
529. Verbascum × eginense Hub.-Mor.
530. Verbascum × elasigense Hub.-Mor.
531. Verbascum × ermenekense Hub.-Mor.
532. Verbascum × erraticum Hausskn.
533. Verbascum × ersin-yucelii Karavel.
534. Verbascum × erzindschanense Hub.-Mor.
535. Verbascum × fallax Freyn & Sint.
536. Verbascum × festii Hayek
537. Verbascum × filianum Nyár.
538. Verbascum × florinense Hub.-Mor. & Rech.f.
539. Verbascum × fluminense A.Kern. ex Nyman
540. Verbascum × fragriforme Pfund
541. Verbascum × freynianum Borbás
542. Verbascum × fridae Murb.
543. Verbascum × gabrielianae (Hub.-Mor.) Hub.-Mor.
544. Verbascum × gaudinii Doell. ex Nyman
545. Verbascum × geminatum Freyn
546. Verbascum × germanum Franch.
547. Verbascum × gintlii Rohlena
548. Verbascum × giresunense Hub.-Mor.
549. Verbascum × godronii Boreau
550. Verbascum × goeldschuekense Hub.-Mor.
551. Verbascum × grandicalyx Simonk.
552. Verbascum × grecescui Prodan
553. Verbascum × guelnarense Hub.-Mor.
554. Verbascum × guttinianum Rouy
555. Verbascum × hatayense Hub.-Mor.
556. Verbascum × haynaldianum Borbás
557. Verbascum × heterophlomos Franch.
558. Verbascum × horakii Rohlena
559. Verbascum × horticola Hub.-Mor.
560. Verbascum × humnickii Franch.
561. Verbascum × hybridum Brot.
562. Verbascum × ignescens Tausch
563. Verbascum × ilgazdagense Hub.-Mor.
564. Verbascum × illyricum K.Malý
565. Verbascum × incanum Gaudin
566. Verbascum × inegoelense Hub.-Mor.
567. Verbascum × inexspectatum Rech.f.
568. Verbascum × innominatum Rech.f.
569. Verbascum × insignitum Beck
570. Verbascum × interjectum Pfund
571. Verbascum × intermedium Rupr. ex Pfund
572. Verbascum × inulifolioides Hub.-Mor.
573. Verbascum × isfendiyarense Hub.-Mor.
574. Verbascum × iskenderunense Hub.-Mor.
575. Verbascum × ispartense Hub.-Mor.
576. Verbascum × javorkae Soó
577. Verbascum × johannis-zernyi Murb.
578. Verbascum × juratzkae Dichtl
579. Verbascum × kalabakense Hub.-Mor. & Rech.f.
580. Verbascum × karaboertlenense Hub.-Mor.
581. Verbascum × karadagense Hub.-Mor.
582. Verbascum × karlikdaghense Rech.f.
583. Verbascum × karpatii Boros
584. Verbascum × kavallense Rech.f.
585. Verbascum × kavinae Rohlena
586. Verbascum × kayseriense Hub.-Mor.
587. Verbascum × keklikolukense Hub.-Mor.
588. Verbascum × kemerense Hub.-Mor.
589. Verbascum × kerneri Fritsch
590. Verbascum × killasii Brügger
591. Verbascum × kiszacsense Kupcsok
592. Verbascum × klotzschianum Wirtg.
593. Verbascum × kochianum Wirtg.
594. Verbascum × korphiaticum Hub.-Mor. & Rech.f.
595. Verbascum × kotschyoides Hub.-Mor.
596. Verbascum × kovadanum Sutorý
597. Verbascum × kozaniense Hub.-Mor. & Rech.f.
598. Verbascum × krokeense Hub.-Mor. & Rech.f.
599. Verbascum × kubedagense Hub.-Mor.
600. Verbascum × kuetahyense Hub.-Mor.
601. Verbascum × laramberguei Rouy
602. Verbascum × lasianthiforme Hub.-Mor.
603. Verbascum × leilense Rech.f.
604. Verbascum × lemaitrei Boreau
605. Verbascum × lemenciacum Rouy
606. Verbascum × leucerion Beck
607. Verbascum × leucophylloides Hub.-Mor. & Rech.f.
608. Verbascum × leucothrix Beck
609. Verbascum × liburnicum Borbás ex Nyman
610. Verbascum × lobulatum Hub.-Mor.
611. Verbascum × longiracemosum Chaub.
612. Verbascum × macilentum Franch.
613. Verbascum × maeandriforme Hub.-Mor.
614. Verbascum × martini Franch.
615. Verbascum × mirabile (Rech.f. & Hub.-Mor.) Hub.-Mor.
616. Verbascum × mixtum Ramond ex DC.
617. Verbascum × montenegrinum Sagorski ex Murb.
618. Verbascum × morronense Huter
619. Verbascum × mosellanum Wirtg.
620. Verbascum × mucronatiforme Hub.-Mor.
621. Verbascum × muglense Hub.-Mor. & Reese
622. Verbascum × murbeckii Teyber
623. Verbascum × mutense Hub.-Mor.
624. Verbascum × myriocarpoides Hub.-Mor.
625. Verbascum × mytilinense Rech.f.
626. Verbascum × neilreichii Reichardt
627. Verbascum × nisus Franch.
628. Verbascum × nothum W.D.J.Koch
629. Verbascum × nouelianum Franch.
630. Verbascum × nudatiforme Hub.-Mor.
631. Verbascum × nusaybinense Hub.-Mor.
632. Verbascum × nydeggeri Hub.-Mor.
633. Verbascum × obtusifoliiforme Sutorý
634. Verbascum × obtusifolioides Hub.-Mor.
635. Verbascum × omissum Sutorý
636. Verbascum × ordymnense Rech.f.
637. Verbascum × oreodoxiforme Hub.-Mor.
638. Verbascum × pancicii Bornm.
639. Verbascum × paphlagonicum Bornm.
640. Verbascum × paradoxum Hausskn.
641. Verbascum × parallelum Hausskn.
642. Verbascum × parvifloriforme Hub.-Mor. & Nydegger
643. Verbascum × patris (Bordz.) Bordz.
644. Verbascum × pejovicii Rohlena
645. Verbascum × pelitnopilodes Murb. & Rech.
646. Verbascum × phalereum Hausskn.
647. Verbascum × philippiense Rech.f.
648. Verbascum × phoeniceiforme Rothm.
649. Verbascum × pilosum Döll
650. Verbascum × pobicum Sutorý
651. Verbascum × polyphyllopyramidatum Bordz.
652. Verbascum × porcii Prodan
653. Verbascum × pozanticum Hub.-Mor.
654. Verbascum × praetutianum Huter
655. Verbascum × prokopiense Hub.-Mor. & Rech.f.
656. Verbascum × prusianiforme Hub.-Mor.
657. Verbascum × pseudobalcanicum Rohlena
658. Verbascum × pseudobanaticum Hub.-Mor. & Rech.f.
659. Verbascum × pseudoblattaria (Gaudin) Schleich. ex W.D.J.Koch
660. Verbascum × pseudochrysochaete Hub.-Mor.
661. Verbascum × pseudoflagriforme Hausskn.
662. Verbascum × pseudogeorgicum Hub.-Mor.
663. Verbascum × pseudohajastanicum Hub.-Mor.
664. Verbascum × pseudolychnitis Schur
665. Verbascum × pseudolydium Hub.-Mor.
666. Verbascum × pseudopterocalycinum Hub.-Mor.
667. Verbascum × pseudosinuatum Hausskn.
668. Verbascum × pseudosoongaricum Hub.-Mor.
669. Verbascum × pseudospeciosum Rech.f.
670. Verbascum × pseudothapsus Hub.-Mor.
671. Verbascum × pterocalyciniforme Hub.-Mor.
672. Verbascum × pterocaulon Franch.
673. Verbascum × quercetorum Hub.-Mor.
674. Verbascum × ramigerum Link ex Schrad.
675. Verbascum × regelianum Wirtg.
676. Verbascum × rhodium Rech.f.
677. Verbascum × rilaense Murb.
678. Verbascum × rodnense Borza
679. Verbascum × roopianum Bordz. ex Murb.
680. Verbascum × rubiginosum Waldst. & Kit.
681. Verbascum × rumiciforme O.Schwarz
682. Verbascum × ruscinonense Rouy
683. Verbascum × sabaudum Rouy
684. Verbascum × sakaryense Hub.-Mor.
685. Verbascum × salisburgense Fritsch
686. Verbascum × salmoneum Troickij
687. Verbascum × samium Rech.f.
688. Verbascum × sarikamischense Hub.-Mor.
689. Verbascum × schaklavense Bornm. ex Murb.
690. Verbascum × schottianum Schrad.
691. Verbascum × selimense Hub.-Mor.
692. Verbascum × semialbum Chaub.
693. Verbascum × semilanatum Borbás ex Freyn
694. Verbascum × semirigidum Hausskn.
695. Verbascum × semisplendidum Rech.f.
696. Verbascum × semiundulatum Rech.f.
697. Verbascum × semivulcanicum Hub.-Mor.
698. Verbascum × serpentinicum Rech.f.
699. Verbascum × sevanense Hub.-Mor.
700. Verbascum × siatistense Hub.-Mor. & Rech.f.
701. Verbascum × sibyllinum Sutorý
702. Verbascum × silesiacum Schube
703. Verbascum × silifkense Hub.-Mor.
704. Verbascum × silvanense Hub.-Mor.
705. Verbascum × simonianum Hub.-Mor.
706. Verbascum × sinuatifolium Hub.-Mor.
707. Verbascum × sivasicum Hub.-Mor.
708. Verbascum × skamneliense Hub.-Mor. & Rech.f.
709. Verbascum × speciosiforme Hub.-Mor.
710. Verbascum × splendidoides Hub.-Mor.
711. Verbascum × steniense Rech.f.
712. Verbascum × sterile Hausskn.
713. Verbascum × stribrny Murb. ex Sutorý
714. Verbascum × subantinori Hub.-Mor.
715. Verbascum × subcaudatum Hub.-Mor.
716. Verbascum × subcheiranthifolium Hub.-Mor.
717. Verbascum × subcymosum Hub.-Mor.
718. Verbascum × suberiocarpum Hub.-Mor.
719. Verbascum × sublasianthum Hub.-Mor.
720. Verbascum × sublyratum Borbás
721. Verbascum × submesopotamicum Hub.-Mor.
722. Verbascum × subphlomoides Hausskn.
723. Verbascum × subsinuatum Rouy
724. Verbascum × subsplendidum Rech.f.
725. Verbascum × subvacillans Rech.f.
726. Verbascum × sultanense Bornm. ex Murb.
727. Verbascum × tamderense Hub.-Mor.
728. Verbascum × tekirovense Hub.-Mor.
729. Verbascum × terdschanense Hub.-Mor.
730. Verbascum × teyberianum Heimerl
731. Verbascum × thapsi L.
732. Verbascum × thessalum Hausskn.
733. Verbascum × thomaeanum Wirtg.
734. Verbascum × tolosanum Timb.-Lagr.
735. Verbascum × tomentosulum Freyn
736. Verbascum × torculifragum Murb.
737. Verbascum × tschamlibelense Hub.-Mor.
738. Verbascum × tschilemelekdagense Hub.-Mor.
739. Verbascum × tschivrilense Hub.-Mor.
740. Verbascum × tundscheliense Hub.-Mor.
741. Verbascum × ustulatum Celak.
742. Verbascum × vajdae Boros
743. Verbascum × varciorovae Nyár.
744. Verbascum × versiflorum Schrad.
745. Verbascum × vidavense Simonk.
746. Verbascum × vlassianum Hub.-Mor. & Rech.f.
747. Verbascum × vodnense Bornm.
748. Verbascum × vuyckii Kloos
749. Verbascum × zlataroffii Davidov